# Rhinolophus canuti
Rhinolophus canuti — вид рукокрилих родини Підковикові (Rhinolophidae).

## Поширення
Країни проживання: Індонезія. Цей вид відомий з двох населених пунктів проживання. Цей вид лаштує сідала в печерах, ймовірно, великими колоніями. Вимагає печер і незайманих лісів.

## Загрози та охорона
Порушення печер і вирубка лісів являють серйозну загрозу для цього виду. Не відомо чи живе в охоронних районах.